# Kalbajar
 Kalbajar  (azerí: Kəlbəcər) é um dos cinqüenta e nove rayones nos que subdivide politicamente a República do Azerbaijão. A cidade capital é a cidade de Kalbajar.

## Território e População
Este rayon é possuidor una superfície de 1.936 quilômetros quadrados, os quais são o lugar de uma população composta por unas 53.962 pessoas. Por onde, a densidade populacional se eleva a cifra dos 27,87 habitantes por cada quilômetro quadrado deste rayon.

## Economia
O rayon de Kalbajar é produtor de grãos, e há, além disso, um sector abocanhado pela pecuária.

## Sob o controle armênio
O rayon se tornou em parte a província de Shahumian, uma das oito províncias de Artsaque. As autoridades ditaram um ato para não atrair nenhum reassentamento de armênios na zona e a província segue sendo a menos povoada de Artsaque, com uma população total de 2.800 habitantes. A cidade de Karvachar abriga a população de 500 pessoas. Os povoados dos arredores são o lugar de umas 2.300 pessoas. 